# În pădurea cea stufoasă
În pădurea cea stufoasă este un film românesc din 1973 regizat de Titus Mesaros.